# Meteociel
Meteociel, est un site internet non gouvernemental, orienté vers la météorologie. 
Créé en 2004, il constitue une source sur le plan des prévisions et des observations. Il permet notamment d'accéder aux archives des relevés quotidiens des stations météo, effectués depuis plusieurs décennies.

## Description
Créé par Thomas Canda en 2004, le site Internet propose des données en temps réel, des données provenant de stations météorologiques officielles ou amateurs et des prévisions météorologiques basées sur différents modèles (GFS, ECMWF, ALARO et récemment AROME et ARPEGE, les modèles officiels de Météo-France).
Le site internet propose des observations en temps réel, permettant de partager aux autres utilisateurs des photos en temps réel ainsi qu'un texte alternatif décrivant le temps actuel observable. Les relevés et les données météorologiques sont archivés depuis 2009 pour certains modèles.
Depuis mars 2011, l'application est administrée par une SASU.

## Incendie OVH
Le 10 mars 2021, un incendie ravage une partie des serveurs de l'hébergeur français OVHcloud à Strasbourg. Les serveurs du site, étant localisés à cet endroit, ont partiellement brulé. Le site internet ne sera à nouveau disponible que 14 jours plus tard.